# ГАЗ-51
ГАЗ-51 — советский среднетоннажный грузовой автомобиль грузоподъёмностью 2,5 т; наиболее массовая грузовая модель 1950—1970-х годов.
Первые опытные образцы с индексом ГАЗ-51 были созданы перед Великой Отечественной войной, серийное производство развёрнуто с 1946 года. В 1955 году был освоен модернизированный ГАЗ-51А, производившийся до 1975 года. Было выпущено 3 481 033 экземпляра всех модификаций.
По советской документации ГАЗ-51 производили в Польше на заводе FSC (г. Люблин) как Люблин-51 (пол. GAZ Lublin-51), Северной Корее (г. Токчхон) как Сынри-58 (Sungri-58 — «Победа-58») и Китае (г. Нанкин) в несколько изменённом виде как Юцзинь NJ130 (Yuejin NJ130).

## История создания

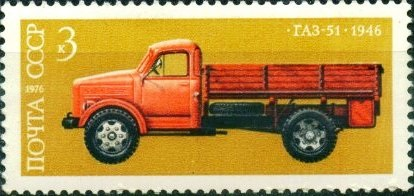
Почтовая марка СССР № 4579. 1976 г.

Проектирование базового автомобиля ГАЗ-51, который изначально назывался ГАЗ-51-420 (а вовсе не ГАЗ-11-51, как это иногда утверждается) по системе «номер модели шасси — номер модели кузова», скопированной у «Форда», началось в феврале 1937 года. Концепция машины формулировалась предельно чётко и ясно: простой и надёжный универсальный грузовик, скомпонованный из лучших по тому времени, хорошо отработанных и проверенных мировой практикой агрегатов.
В июне 1938 началось изготовление узлов, в январе 1939 года — сборка, а уже в мае первый автомобиль поступил на дорожные испытания, закончившиеся в июле 1940 года. Летом 1940 опытный экземпляр ГАЗ-51 (с новой кабиной и облицовкой) экспонировался на Всесоюзной сельскохозяйственной выставке в Москве в числе лучших образцов советского машиностроения.
Успешно прошедшие испытания позволили заводу в 1941 году начать подготовку серийного производства ГАЗ-51, но началась Великая Отечественная война. Ряд агрегатов ГАЗ-51 (двигатель, сцепление с центробежными грузиками, усиливающими прижатие нажимного диска, коробка передач, карданные шарниры на игольчатых подшипниках) был к тому времени освоен заводом и нашёл широкое применение в других выпускавшихся в те годы машинах.
В 1942 году грузоподъёмность проектируемого ГАЗ-51 была поднята с 2 до 2,5 тонн путем усиления отдельных агрегатов и увеличения шин — ходит легенда, что это было сделано по личному указанию Сталина, но это не подтверждено и может являться вымыслом.
Работы над перспективными автомобилями возобновились в 1943 году. Быстрое развитие техники в годы войны внесло свои неизбежные коррективы в конструкцию ГАЗ-51. Ведущий конструктор А. Д. Просвирнин радикально перекомпоновал и доработал машину, и от довоенного ГАЗ-51, по существу, осталось лишь название. Накопленный опыт эксплуатации на боевых машинах шестицилиндровых моторов позволил значительно усовершенствовать двигатель и обслуживающие его системы. Прототипы ГАЗ-51 использовали ту же кабину, что и списанный грузовик Studebaker US6, но последние грузовики не имели такой же кабины, хотя стиль оставался относительно таким же. Причина этого может заключаться в том, что ГАЗ хотел разработать совершенно новый автомобиль, а не напрямую копировать другой. В проект заложили хорошо зарекомендовавший себя в мировой практике гидравлический тормозной привод, спроектировали более современную и удобную кабину и облицовку. Были увеличены размеры шин, возросла грузоподъёмность автомобиля — до оптимальных 2,5 т, удалось достигнуть ещё большей (до 80 %) унификации с полноприводным вариантом грузовика — ГАЗ-63, проектировавшимся параллельно на соседних компоновочных щитах, а по двигателю — с четырёхцилиндровым мотором будущей «Победы».
В мае и сентябре 1944 года построили два новых образца ГАЗ-51 (с различными вариантами оформления капота), а в июне 1945 года — ещё два, окончательно отработанные (предсерийные). Уверенность в высоком качестве новой конструкции грузовика позволила заводу незамедлительно начать подготовку его производства. 19 июня 1945 года ГАЗ-51 вместе с другими новыми советскими автомобилями был показан в Кремле членам правительства и получил полное одобрение.

## Серийное производство

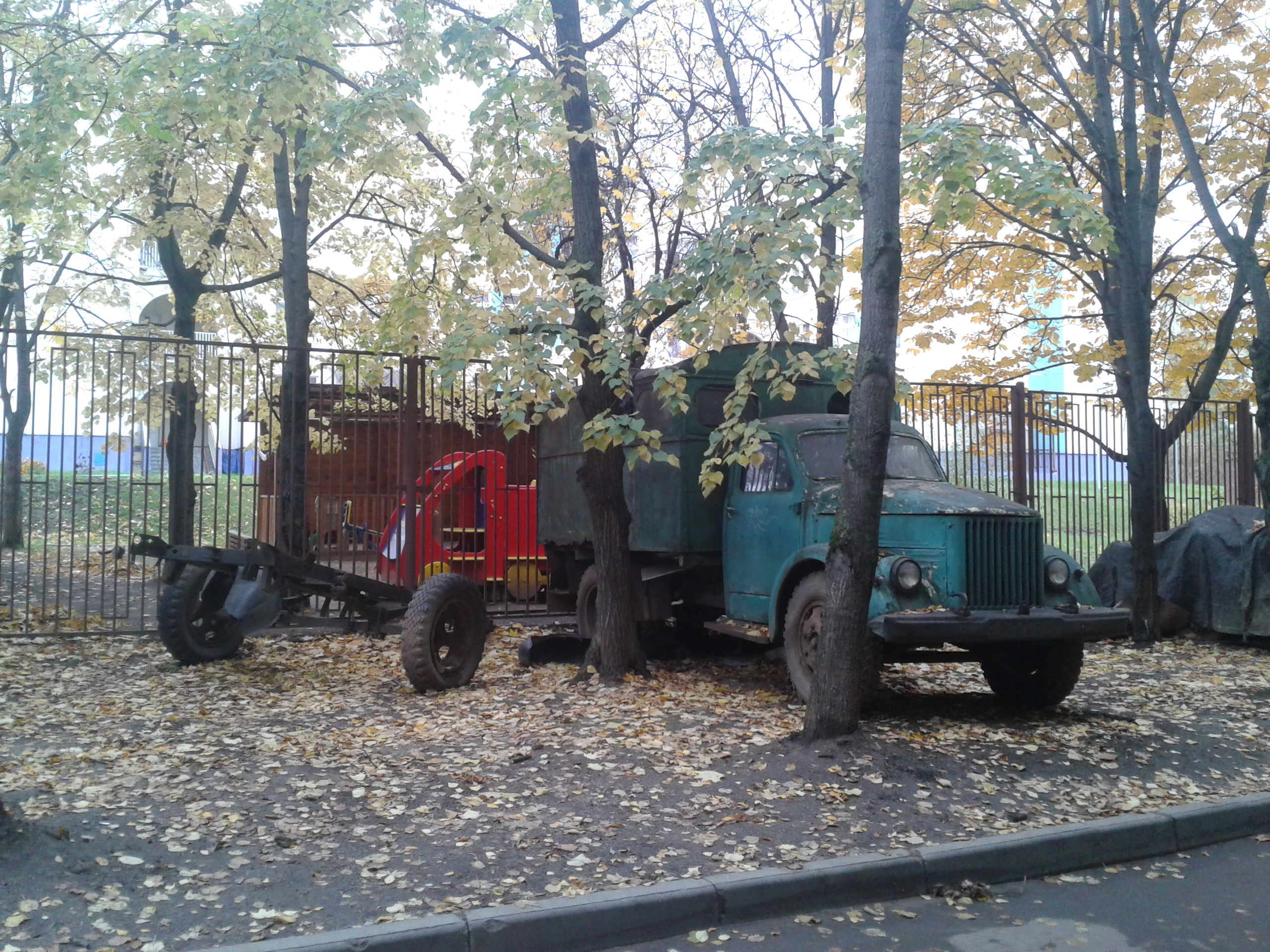
ГАЗ-51 в Москве

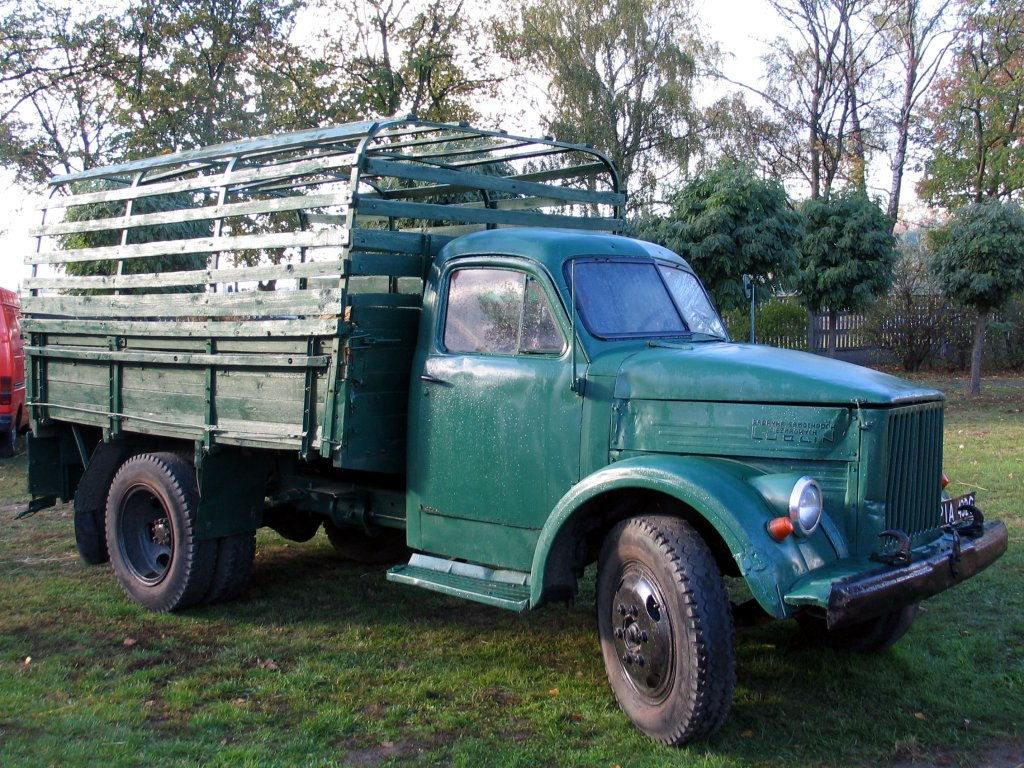
Люблин-51 (Lublin-51) — лицензионная копия ГАЗ-51А (1951—1959)

Изготовление машины завод наладил очень быстро — сказался опыт военного времени. Уже в конце 1945 года выпустили установочную партию — два десятка машин, а в 1946 году, ещё до завершения испытаний, страна получила 3136 серийных грузовиков нового поколения.
В 1947 году создателей ГАЗ-51 вместе с главным конструктором завода А. А. Липгартом удостоили Сталинской премии.
С конца 1940-х сборка ГАЗ-51 была дополнительно организована на Иркутском (1950—1952) и Одесском (1948—1975) заводах. За короткий срок ГАЗ-51 стал самым распространённым автомобилем в стране. В 1958 году годовой выпуск ГАЗ-51 достиг апогея — свыше 173 тысяч. Грузовик производили 29 лет — достаточно редкое долголетие. Последний ГАЗ-51А сошёл с конвейера горьковского автозавода 2 апреля 1975 года и был отправлен в заводской музей. Общий тираж «газонов» составил 3 481 033 экземпляров, включая 11 418 автомобилей, произведённых на Иркутском автосборочном заводе.
Польское производство грузовиков Люблин-51 продолжалось с 1951 по 1959 год и составило 17 479 единиц.
В 1958 году производство ГАЗ-51 (под наименованием «Сынри-58») начал Токчхонский автозавод в городе Токчхон.
Слегка измененную копию ГАЗ-51 под названием «Юэцзинь-134» с того же 1958 года до середины 70-х годов выпускали два автозавода в Китае.

## Особенности конструкции

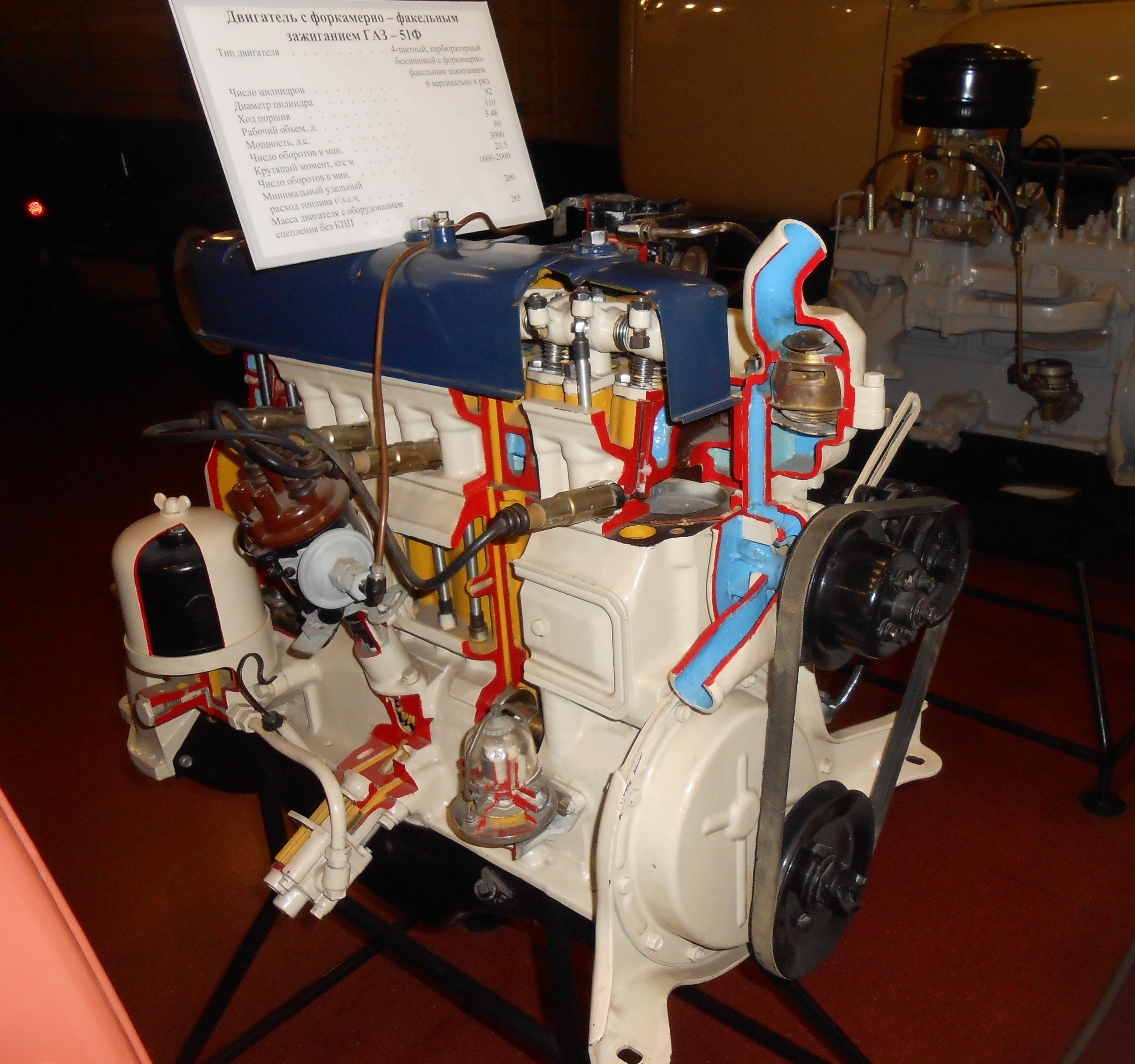
Двигатель ГАЗ-51Ф из экспозиции Музея истории ОАО «ГАЗ», Нижний Новгород

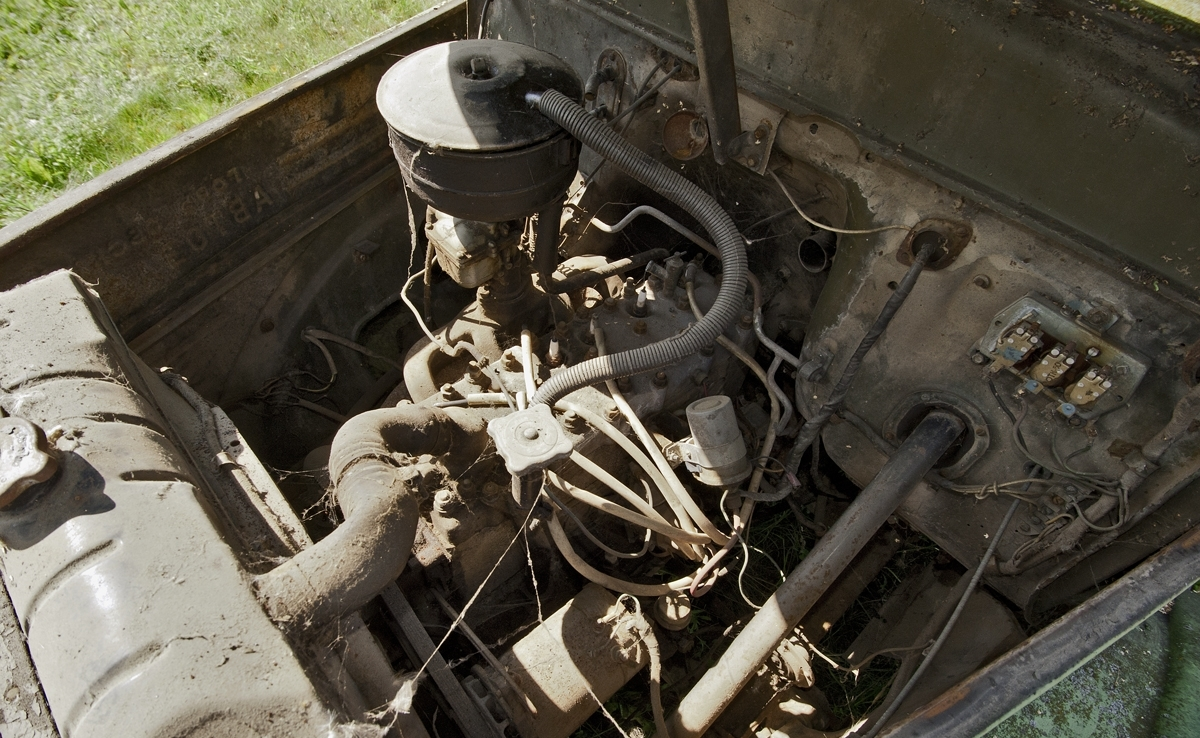
Двигатель ГАЗ-51

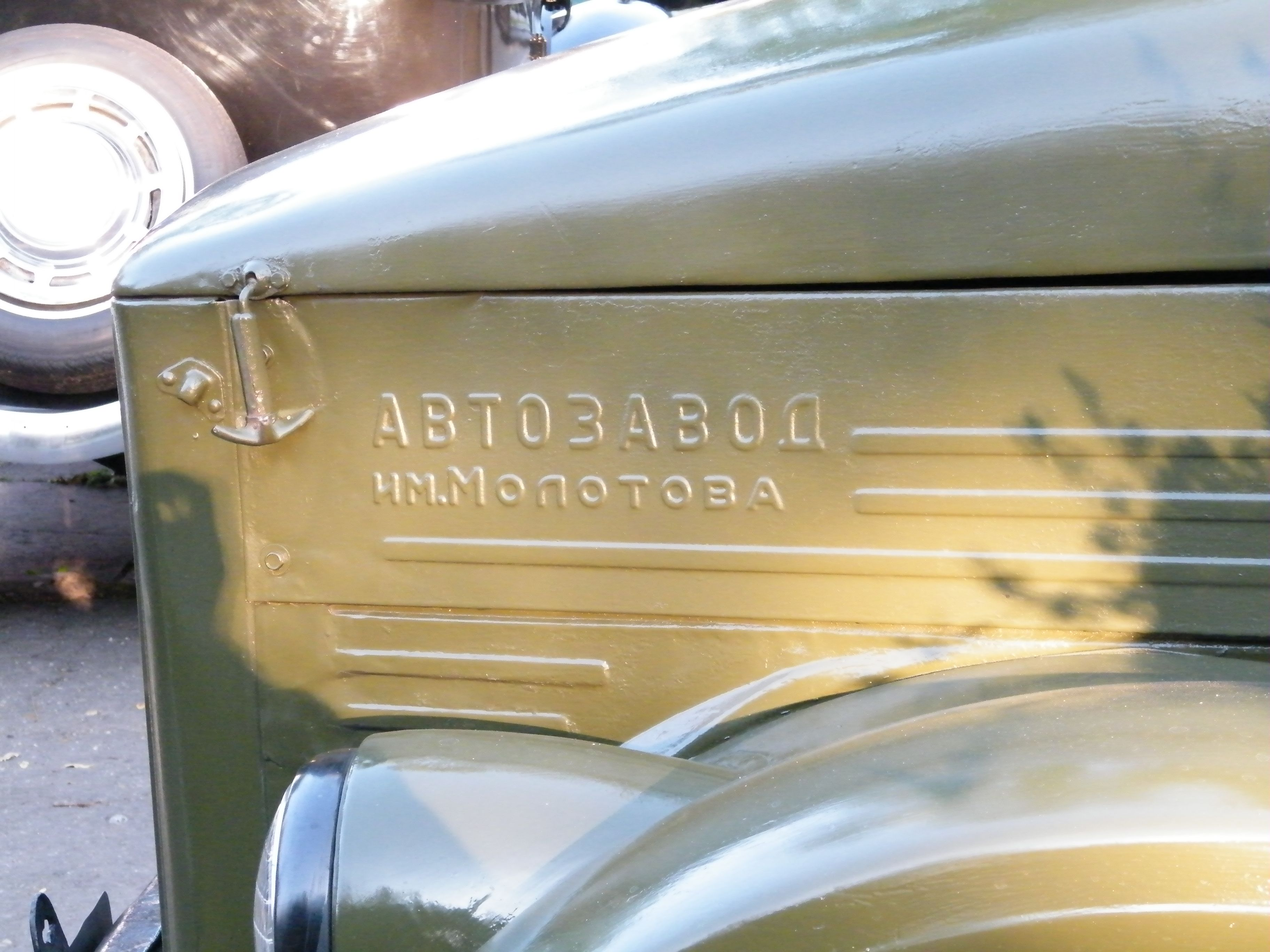
Надпись на боковине капота ГАЗ-51 раннего выпуска

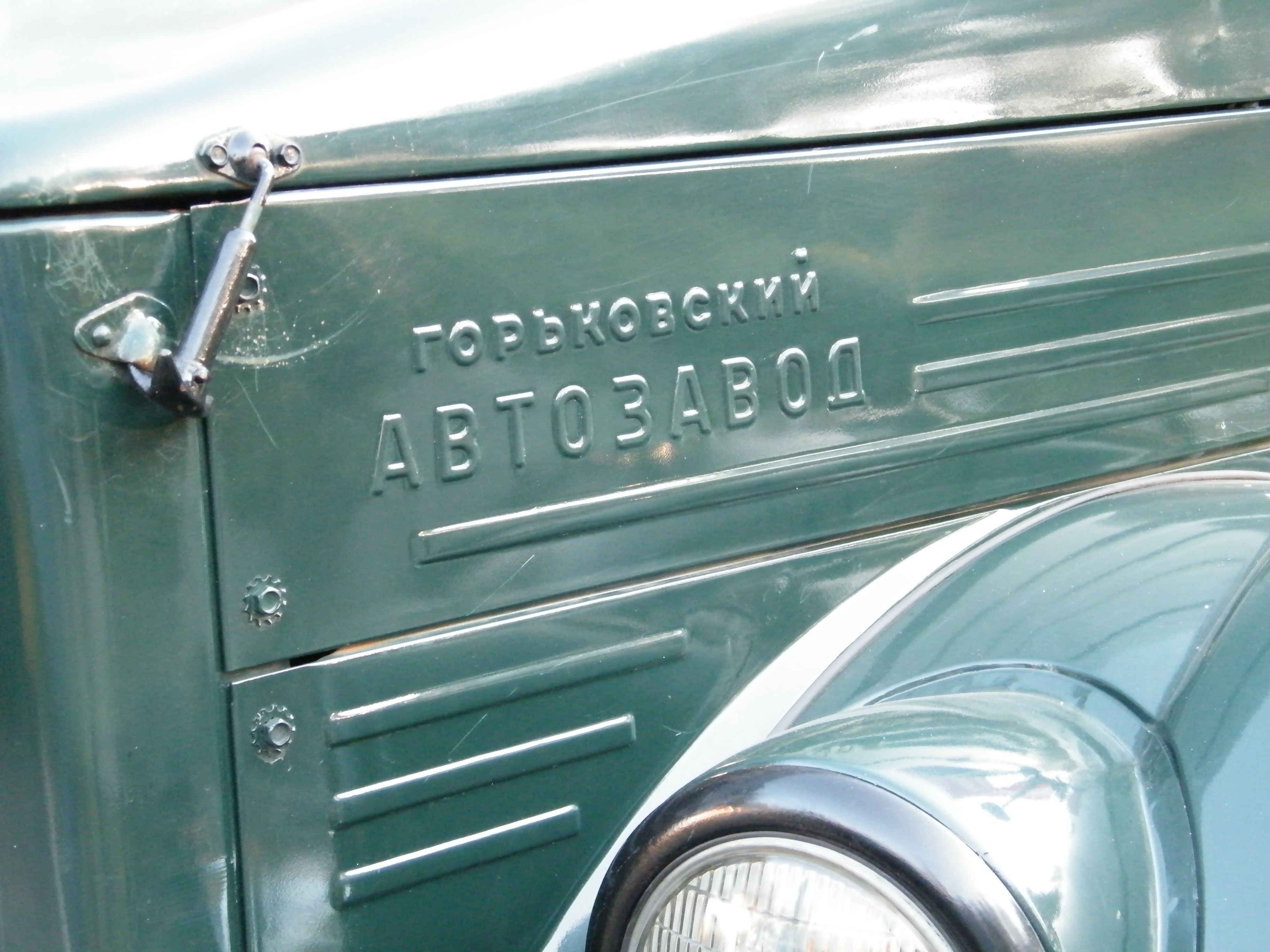
Надпись на боковине капота ГАЗ-51 позднего выпуска

Прогрессивная компоновка «газона» (сдвинутые вперёд двигатель и кабина, что при сравнительно короткой базе позволяло иметь достаточно длинную платформу) стала традиционной для грузовиков капотной компоновки.
Двигатель автомобиля представлял собой дальнейшее развитие ГАЗ-11, в своё время созданного на основе силового агрегата фирмы Dodge (в свою очередь, бывшего вариантом нижнеклапанного мотора Chrysler), лицензия на производство которого была приобретена заводом ещё в 1937 году. Несмотря на достаточно большой, по американским меркам, возраст (двигатель пошёл в серию ещё в 1928 году), он был и для 1940-х годов достаточно совершенен конструктивно (его варианты устанавливались на легковые автомобили различных филиалов компании Chrysler до 1959 года включительно, на пикапы — до начала 1960-х, а на различные образцы коммерческого транспорта и стационарные установки — до середины 70-х), что было в особенности заметно по сравнению с находившимися в те годы в производстве на ГАЗе архаичными двигателями типа Ford A.
Многие технические новинки, применённые в автомобиле, в дальнейшем использовались советскими автостроителями и на других машинах. Это и износостойкие, из специального чугуна, гильзы цилиндров двигателя, и хромированные поршневые кольца, и жалюзи радиатора, предпусковой подогреватель, работающий от паяльной лампы, и маслорадиатор, применение которых резко повысило долговечность двигателя, и тонкостенные биметаллические вкладыши коленвала (сталебаббитовые, вместо заливаемых баббитом подшипников без вкладышей, а позднее и сталеалюминиевые).
На ГАЗ-51 впервые в СССР и вполне успешно применялись такие ставшие потом общепринятыми решения, как алюминиевая головка блока, вставные сёдла клапанов, регулируемый подогрев смеси, двойная фильтрация масла, замкнутая вентиляция картера, легкосъёмные тормозные барабаны, и многое другое. Эти передовые для тех лет технические решения в дальнейшем использовали и другие автозаводы, в частности, при модернизации автомобилей ЗИС-5 и ЗИС-150, а задний мост ГАЗ-51, доведённый до возможного совершенства, позднее почти полностью был повторен на трёхосном ЗИС-151.
Машина постоянно, в течение многих лет, модернизировалась. Её совершенствованием занимался ведущий конструктор Б. И. Шихов. Улучшалась система питания, деревянная кабина сначала стала комбинированной (в 1950), а затем цельнометаллической. В 1954 она стала отапливаться. Собственная масса автомобиля уменьшалась из года в год, снизившись к 1962 году до 2296 кг. На ГАЗ-51А, производство которого началось в 1955, была увеличена платформа, на ней устанавливались откидные боковые борта, монтировался более надёжный и эффективный ручной тормоз. На седельном тягаче ГАЗ-51П впервые в стране применили гидровакуумный усилитель тормозов.
Вполне выносливым и долговечным оказался и двигатель ГАЗ-51. Освоенный (в раннем варианте) ещё в начале 1940-х, он, кроме грузовиков ГАЗ вплоть до последних их моделей, долгие годы применялся (форсированный до 90 л. с. установкой двух карбюраторов и оснащённый гидромуфтой) на легковых автомобилях ГАЗ-12, автобусах, тягачах, спецмашинах и выпускался до 1989 года.
Дизайн ГАЗ-51 повлиял на дизайн других грузовых автомобилей — кутаисского КАЗ-150 и уральского УралЗИС-355М. Но с 1960-х ГАЗ в угоду быстротечной моде отошёл от данного удачного стилистического решения, хотя в какой-то мере оно было возрождено в оформлении кабин грузовиков семейства ГАЗ-3307. Даже после окончания производства в 1975 году наследие ГАЗ-51 продолжалось. Задний мост ГАЗ-63 (вариант ГАЗ-51) позже использовался в ГАЗ-53, а затем в ГАЗ-3309 до конца 2010-х годов. Некоторые детали используются и в грузовике ГАЗон Некст, но сильно модернизированы.

## Серийные и опытные модификации на базе ГАЗ-51

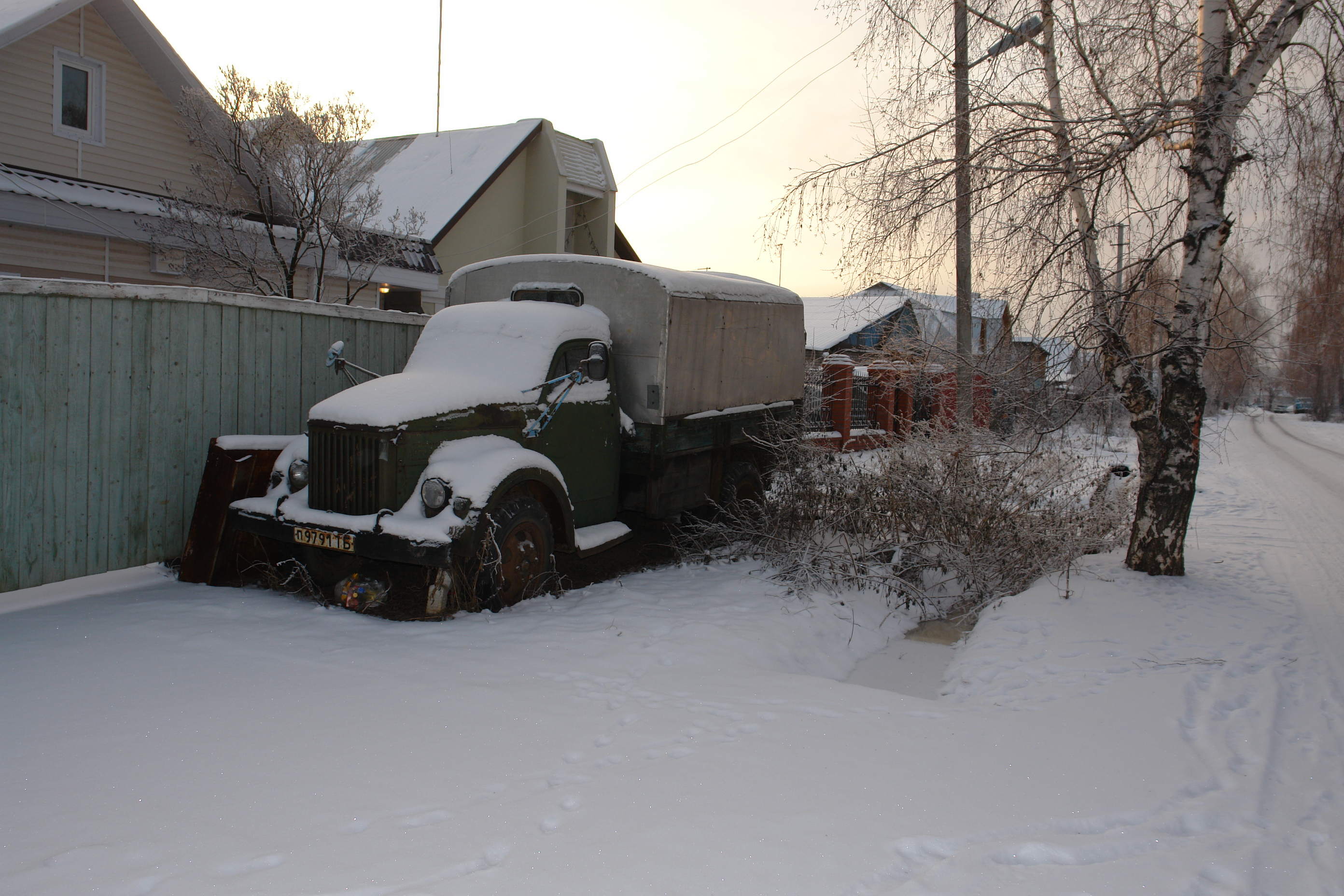
ГАЗ-51, установлены боковые зеркала от ГАЗ-53

- ГАЗ-63 — полноприводный двухосный (4×4) грузовик грузоподъёмностью 2 т с односкатной ошиновкой заднего моста. Опытные образцы в 1939—1946 годах. Серийный выпуск в 1948—1968 гг.
- ГАЗ-93 — строительный самосвал грузоподъёмностью 2,25 т (кузов V = 1,65 м³) на укороченном на 320 мм шасси ГАЗ-51, серийно производился Одесским автосборочным заводом (ОдАЗ) в 1948—1955 гг.
- ГАЗ-51Н — модификация для армии с решётчатым кузовом от ГАЗ-63 с сиденьями вдоль бортов и дополнительным 105-литровым топливным баком, 1948—1975.
- ГАЗ-51У — экспортная модификация ГАЗ-51 для стран с умеренным климатом, серийный выпуск 1949—1955.
- ГАЗ-51НУ — экспортный вариант армейской модификации ГАЗ-51Н для стран с умеренным климатом, 1949—1975.
- ГАЗ-51Б — газобаллонная модификация на сжатом природном или коксовом газе, выпускалась малыми партиями в 1949—1960 гг на базе ГАЗ-51 и ГАЗ-51А.
- ГАЗ-51Ж — газобалонная модификация на сжиженном нефтяном газе[9], выпускалась малыми партиями с 1954 года. В общей сложности до 1959 года выпущено 12212 экземпляров ГАЗ-51Б и ГАЗ-51Ж.
- ГАЗ-51ЖУ — экспортная газобаллонная модификация на сжиженном нефтяном газе, для стран с умеренным климатом.
- ГАЗ-51А — модернизированный базовый бортовой автомобиль. Отличался от ГАЗ-51 в основном новой грузовой платформой увеличенного размера. Серийный выпуск 1955—1975.
- ГАЗ-51Ф — модификация с двигателем ГАЗ-51Ф, оснащённым форкамерно-факельным зажиганием, мощностью 80 л. с., выпущена малой партией в 1955 году.
- ГАЗ-51АУ — экспортная модификация для стран с умеренным климатом, серийный выпуск 1956—1975.
- ГАЗ-51Ю — экспортная модификация в тропическом исполнении, 1956—1975.
- ГАЗ-51С — модификация с дополнительным 105-литровым топливным баком. Серийный выпуск в 1956—1975 гг.
- ГАЗ-51СЭ — модификация с дополнительным 105-литровым топливным баком и экранированным электрооборудованием.
- ГАЗ-51Р — грузопассажирское такси, по бортам имелись откидные скамейки, в заднем борту была предусмотрена дверь и лестница, серийный выпуск 1956—1975.
- ГАЗ-51РУ — экспортная модификация грузопассажирского такси для стран с умеренным климатом, 1956—1975.
- ГАЗ-51Т — грузовое такси, 1956—1975.
- ГАЗ-51П — седельный тягач, серийное производство 1956—1975.
- ГАЗ-51ПУ — экспортная модификация седельного тягача для стран с умеренным климатом, 1956—1975.
- ГАЗ-51ПЮ — экспортная модификация седельного тягача для стран с тропическим климатом, 1956—1975.
- ГАЗ-51В — экспортная модификация с повышенной до 3,5 т грузоподъёмностью. Оснащалась двигателем ГАЗ-51В мощностью 78 л. с., шинами увеличенного размера 240—508 мм и задним мостом от ГАЗ-63. Серийный выпуск в 1957—1975 гг.
- ГАЗ-51Д — специальное шасси с укороченной рамой для самосвалов ГАЗ-93А, ГАЗ-93Б и САЗ-2500, выпускавшихся на САЗе. Серийный выпуск 1958—1975.
- ГАЗ-51ДУ — экспортная модификация самосвального шасси для стран с умеренным климатом (под самосвал ГАЗ-93АЭ).
- ГАЗ-51ДЮ — экспортная модификация самосвального шасси для стран с тропическим климатом (под самосвал ГАЗ-93АТ).
- ГАЗ-93А — строительный самосвал на укороченном шасси ГАЗ-51А, производился ОдАЗом в 1955—1958 гг, в дальнейшем производство было передано на Саранский завод автосамосвалов (САЗ), где продолжалось на шасси ГАЗ-51Д в 1958—1976 гг.
- ГАЗ-93АЭ — экспортный вариант для стран с умеренным климатом строительного самосвала на шасси ГАЗ-51ДУ, производился САЗом в 1958—1966 гг.
- ГАЗ-93АТ — экспортный вариант в тропическом исполнении строительного самосвала на шасси ГАЗ-51ДЮ, производился САЗом в 1958—1966 гг.
- ГАЗ-51И — специальное шасси для капотных пассажирских, санитарных и штабных автобусов Павловского, Курганского заводов и ряда номерных предприятий.
- ГАЗ-51К — шасси с более мягкой подвеской, основа санитарных машин ГЗА-653 и ПАЗ-653.[10]
- ГАЗ-41 — полугусеничная модификация, опытный экземпляр был построен в 1950 г.
- ГЗА-651, ПАЗ-651, ПАЗ-651А, КАвЗ-651А, КАвЗ-651Б — капотный автобус малого класса с трёхдверным дерево-металлическим кузовом на 19 сидячих мест (со стоячими 23 места) на шасси ГАЗ-51 (51А), выпускался на Горьковском автобусном заводе (ГЗА) в 1949, на Павловском автобусном заводе (ПАЗ) в 1950—1958, на Курганском автобусном заводе КАвЗ в 1958—1973. У ПАЗ-651А и КАвЗ-651А кузова были уже цельнометаллическими. Автобусы на шасси ГАЗ-51 (типа ПАЗ-651) выпускались на авторемонтных заводах в Борисове, Тарту, Тосно, Киеве, Каунасе и др. городах. В Сочи, начиная с 1955 года, на шасси ГАЗ-51А было построено около сотни экскурсионных автобусов с открытым кузовом. В Борисове (БАРЗ) и Риге (РАФ) на удлиненном шасси ГАЗ-51 были освоены первые отечественные автобусы малого класса вагонной компоновки. Автобусы БАРЗ выпускали в 1953—1957, а РАФ-251 на 22 сидячих места (общая вместимость 29 чел.) в 1955—1960 гг.
- ГЗА-653, ПАЗ-653 — санитарный автомобиль для перевозки в специальном кузове 4-х больных на носилках или 13 сидячих (плюс санитар в кабине), выпускался на Горьковском автобусном заводе (ГЗА) и Павловском автобусном заводе (ПАЗ). На шасси ГАЗ-51 также выпускался санитарный автомобиль АС-3, перевозивший 7 носилок и 2 сидячих больных или четырёх лежачих и 6 сидячих или 14 только сидячих больных.
- Багги на базе ГАЗ-51 — конструкция разработана в 1983 году, первая машина была построена в начале 1984 года, после прохождения сертификации было построено свыше 50 машин. Первый кроссовый багги 12-го класса, созданный в СССР[11].

Целый ряд средних и малых предприятий большинства союзных республик производил на шасси ГАЗ-51 и ГАЗ-63 множество машин специализированного и специального назначения: автобусы, автоцистерны, фургоны (мебельные, изотермические, хлебовозы и т. д.), пожарные, автовышки, коммунальные и прочие.

ГАЗ-51А, пожарная машина
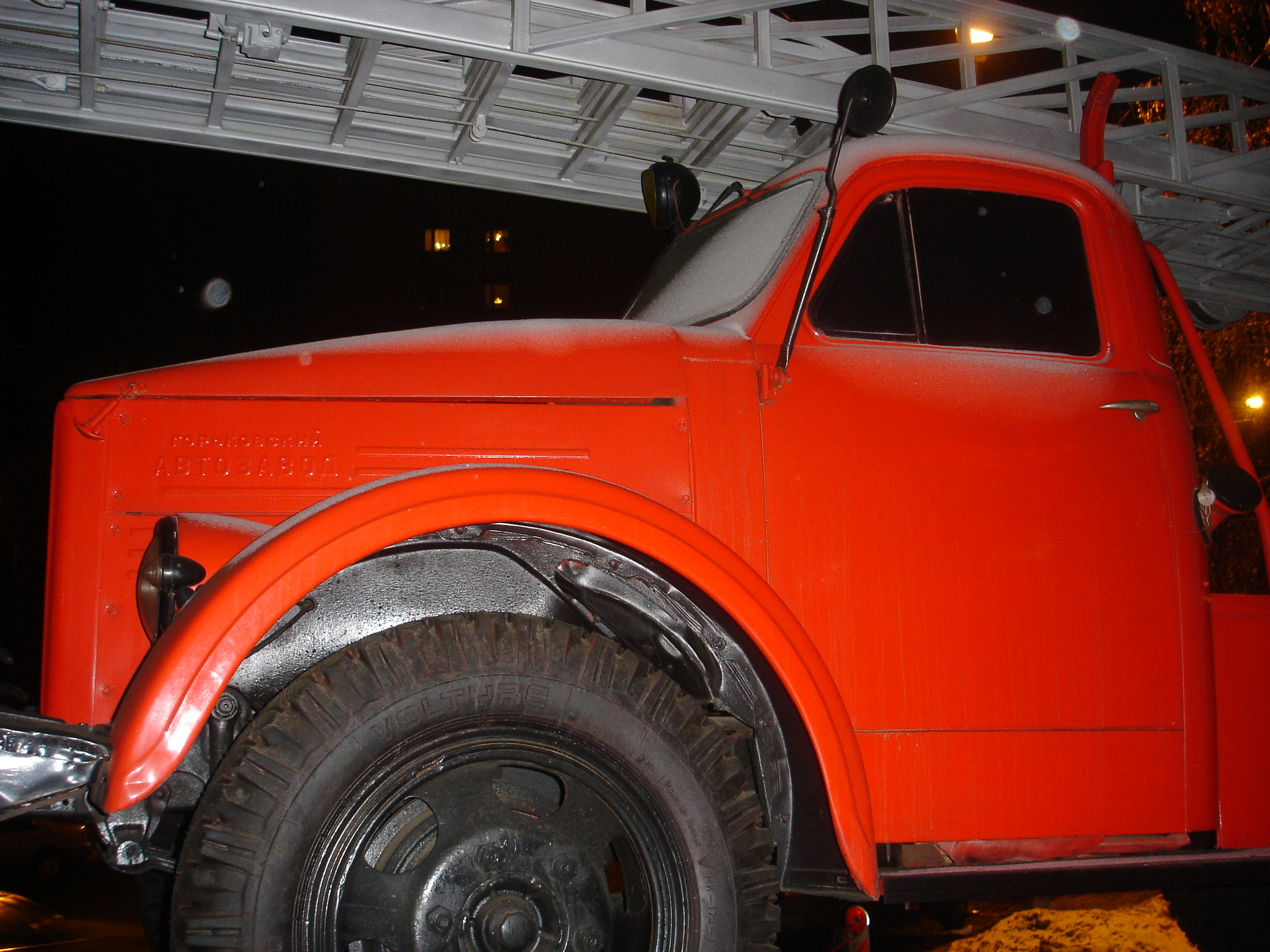
Вид на дверь водителя
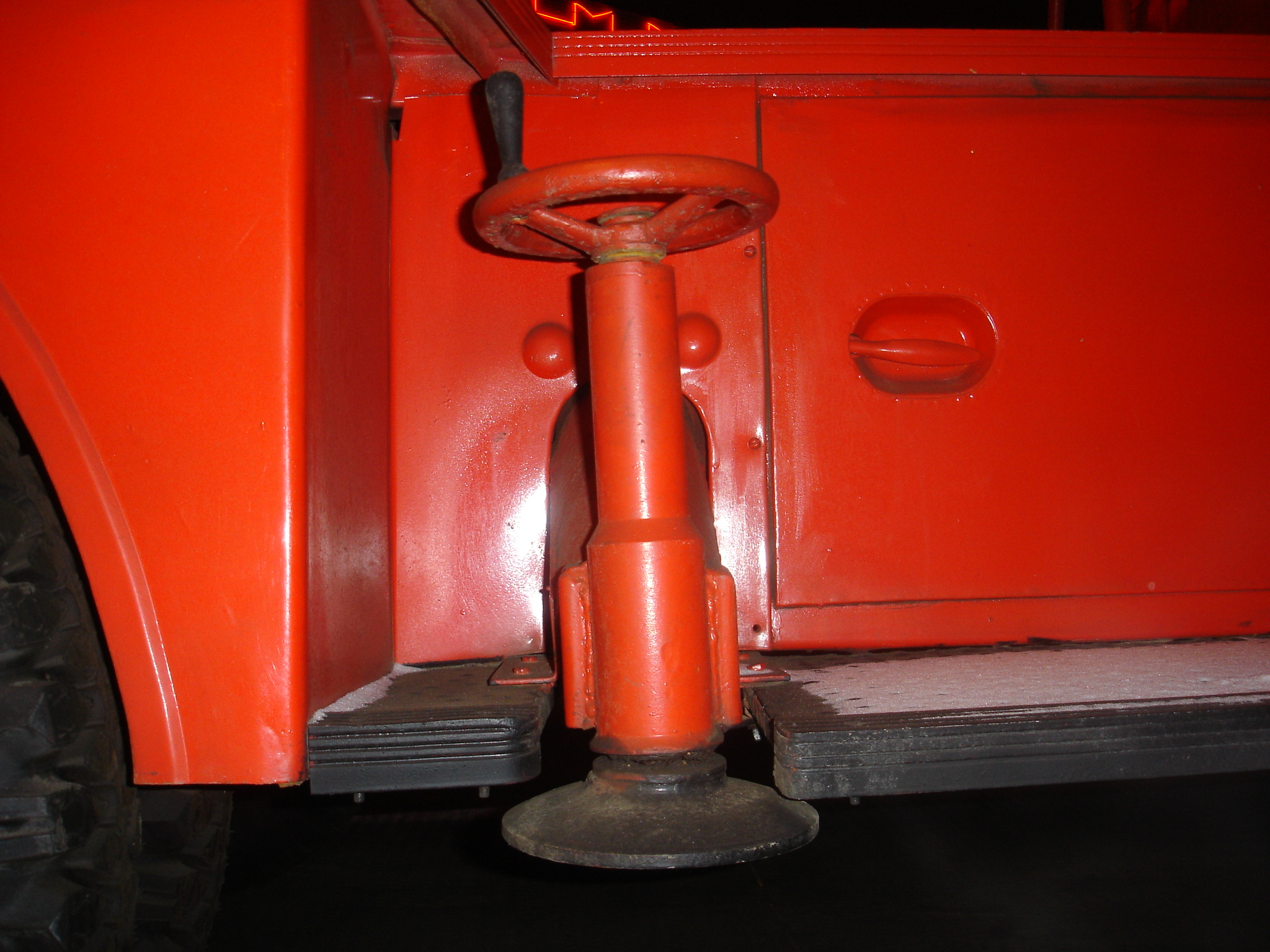
Вид на выносную опору
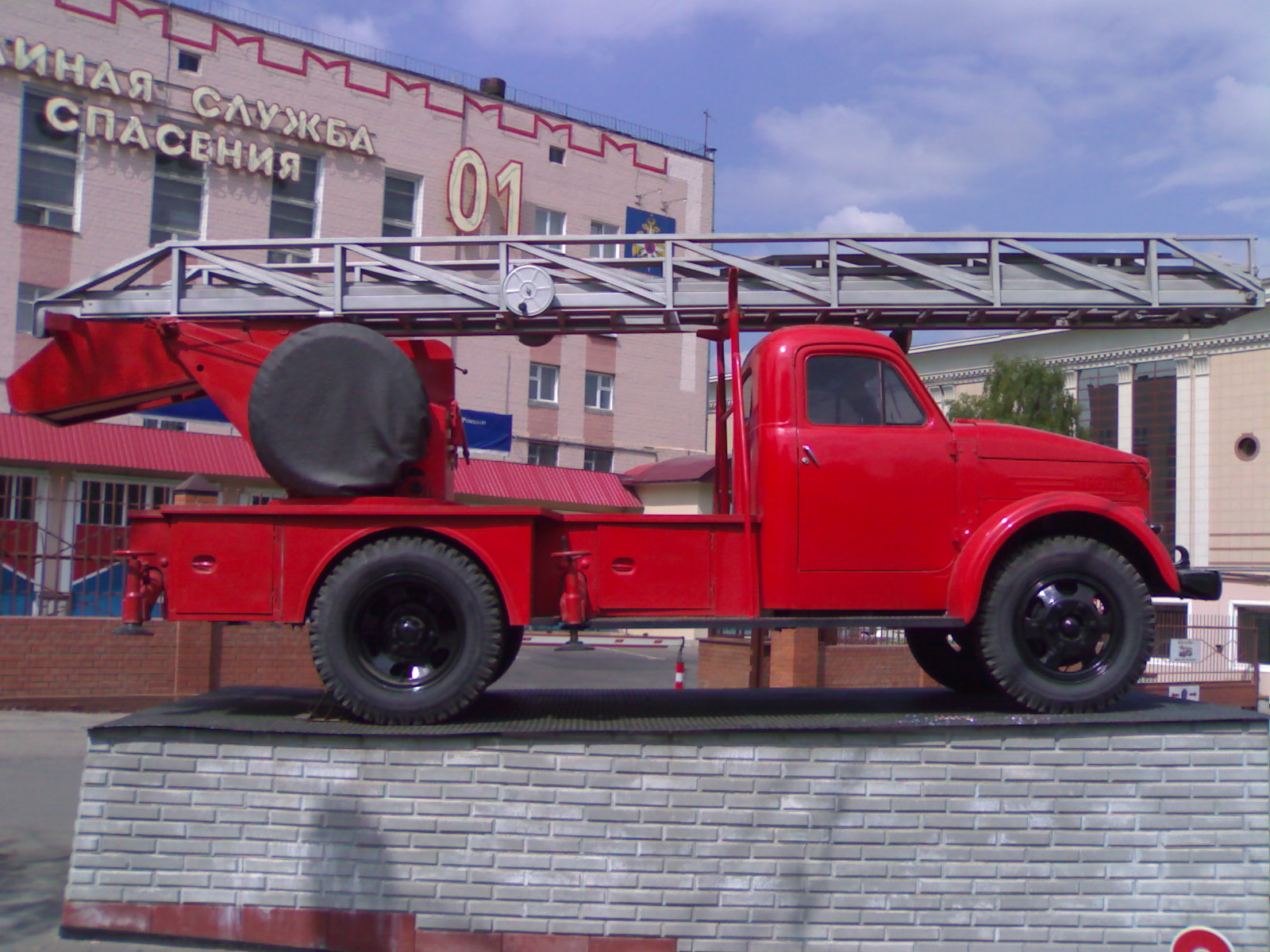
Общий вид машины
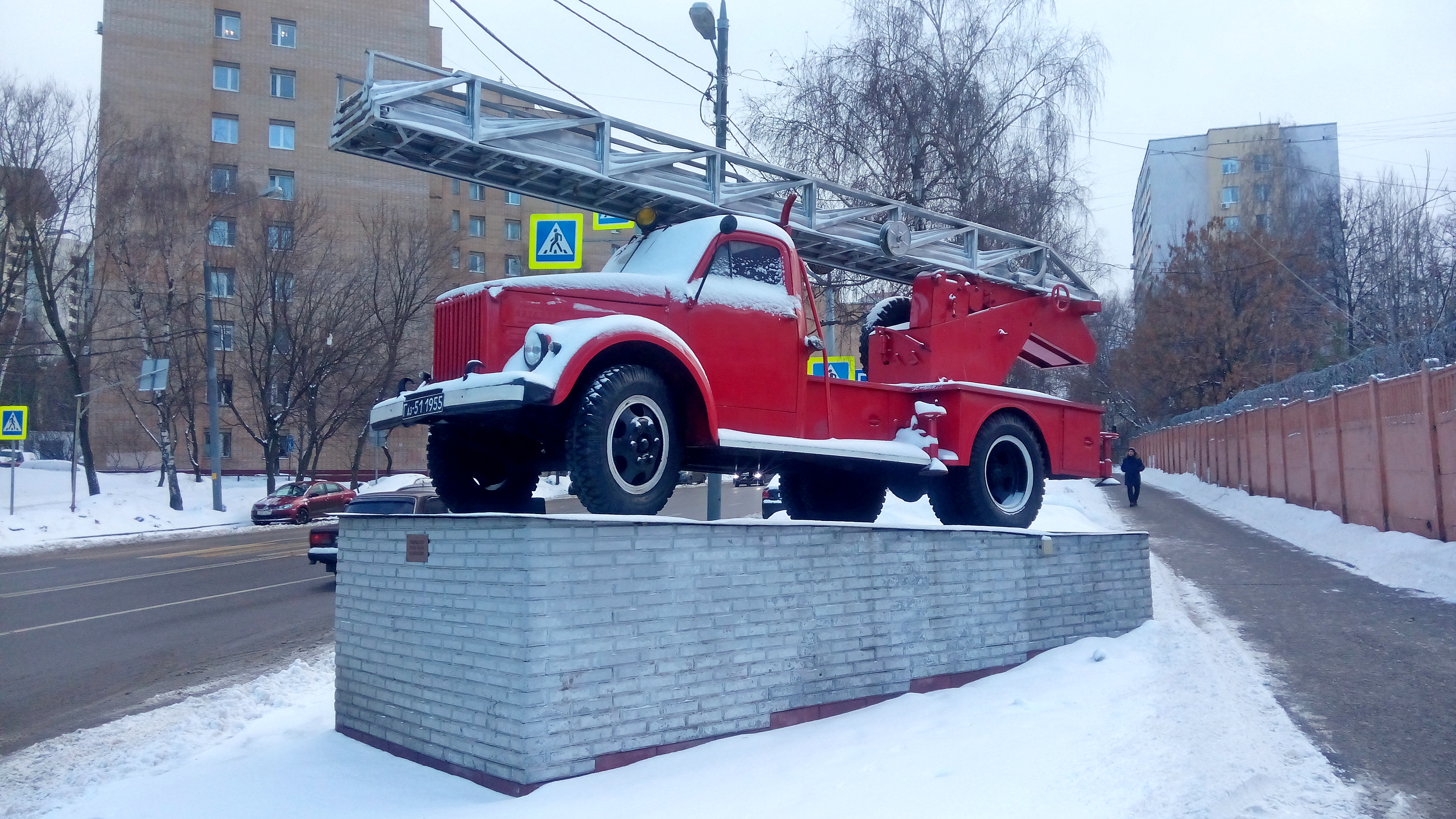
На постаменте